# Estisch voetballer van het jaar
De Estisch voetballer van het jaar is een voetbalprijs die sinds 1992 wordt uitgereikt aan de beste voetballer in Estland. De organisatie van de jaarlijkse uitverkiezing is in handen van de Estische voetbalbond, de Eesti Jalgpalli Liit (EJL).

## Voetballer van het jaar
| Jaar | Estisch voetballer van het jaar | Estisch voetballer van het jaar |
| Jaar | Winnaar                         | Club(s)                         |
| ---- | ------------------------------- | ------------------------------- |
| 1992 | Urmas Hepner                    | Kumu / KTP Kotka                |
| 1993 | Mart Poom                       | FC Flora Tallinn / FC Wil       |
| 1994 | Mart Poom                       | FC Wil / Portsmouth FC          |
| 1995 | Martin Reim                     | FC Flora Tallinn                |
| 1996 | Marek Lemsalu                   | 1. FSV Mainz 05                 |
| 1997 | Mart Poom                       | Derby County FC                 |
| 1998 | Mart Poom                       | Derby County FC                 |
| 1999 | Andres Oper                     | FC Flora Tallinn / Aalborg BK   |
| 2000 | Mart Poom                       | Derby County FC                 |
| 2001 | Indrek Zelinski                 | FC Flora Tallinn / Aalborg BK   |
| 2002 | Andres Oper                     | Aalborg BK                      |
| 2002 | Raio Piiroja                    | FC Flora Tallinn                |
| 2003 | Mart Poom                       | Sunderland AFC                  |
| 2004 | Andrei Stepanov                 | FC Torpedo Moskou               |
| 2005 | Andres Oper                     | Roda JC                         |
| 2006 | Raio Piiroja                    | Fredrikstad FK                  |
| 2007 | Raio Piiroja                    | Fredrikstad FK                  |
| 2008 | Raio Piiroja                    | Fredrikstad FK                  |
| 2009 | Raio Piiroja                    | Fredrikstad FK                  |
| 2010 | Konstantin Vassiljev            | Nafta Lendava                   |
| 2011 | Konstantin Vassiljev            | FC Koper / FC Amkar Perm        |
| 2012 | Ragnar Klavan                   | AZ Alkmaar / FC Augsburg        |
| 2013 | Konstantin Vassiljev            | FC Amkar Perm                   |
| 2014 | Ragnar Klavan                   | FC Augsburg                     |
| 2015 | Ragnar Klavan                   | FC Augsburg                     |
| 2016 | Ragnar Klavan                   | Liverpool                       |
| 2017 | Ragnar Klavan                   | Liverpool                       |

## Voetbalster van het jaar
| Jaar | Estisch voetbalster van het jaar | Estisch voetbalster van het jaar |
| Jaar | Winnaar                          | Club(s)                          |
| ---- | -------------------------------- | -------------------------------- |
| 2004 | Anastassia Morkovkina            | Pärnu JK                         |
| 2005 | Anastassia Morkovkina            | Pärnu JK                         |
| 2006 | Ave Pajo                         | JK Kalev Tallinn                 |
| 2007 | Reelika Vaher                    | FC Levadia Tallinn               |
| 2008 | Kaidi Jekimova                   | FC Levadia Tallinn               |
| 2009 | Anastassia Morkovkina            | Pärnu JK                         |
| 2010 | Anastassia Morkovkina            | Pärnu JK                         |
| 2011 | Signy Aarna                      | FC Lootos Põlva                  |
| 2012 | Pille Raadik                     | Åland United                     |
| 2013 | Getter Laar                      | Flora Tallinn / Guingamp         |
| 2014 | Kethy Õunpuu                     | FC Flora Tallinn                 |
| 2015 | Signy Aarna                      | Kuopio Pallokissat               |

Meistriliiga ·
Esiliiga ·
Esiliiga B ·
II liiga ·
III liiga ·
IV liiga ·
Naiste Meistriliiga

Beker ·
Supercup

Estisch voetballer van het jaar · Stadions

Nationaal: Mannen · Vrouwen
Azerbeidzjan · België (HLN · PL) · Bosnië-Herzegovina · Bulgarije · Denemarken · Duitsland · Engeland (PFA · FWA) · Estland · Finland · Frankrijk (FF · UNFP) · Georgië · Gibraltar · Griekenland · Hongarije · Ierland · Israël · Italië · Kazachstan · Kosovo · Kroatië · Letland · Liechtenstein · Litouwen · Luxemburg · Malta · Moldavië · Nederland · Noord-Macedonië · Noorwegen · Oekraïne · Oostenrijk · Polen · Portugal (CNID · PGB) · Roemenië · Rusland ("Futbol" · "Sport-Express") · Schotland (SPFA · SFWA) · Servië · Slowakije · Sovjet-Unie · Spanje (TADS · PDB · LFP) · Tsjechië (ČMFS · KSN) · Wit-Rusland · Zweden · Zwitserland